# 何かいいことないか子猫チャン
『何かいいことないか子猫チャン』（なにかいいことないかこねこちゃん、原題：What's New，Pussycat?）はクライヴ・ドナー監督による1965年製作のコメディ映画。
ウディ・アレンが脚本・出演を兼ね、艶笑コメディに仕上げた。トム・ジョーンズの歌う主題歌も有名。

## ストーリー
ファッション誌の編集長マイケル・ジェームズ（ピーター・オトゥール）は自他共に認めるプレイボーイ。本命の女性との結婚を考えながら、美女に囲まれて暮らすいまの生活も捨てられず、精神科医ファスベンター（ピーター・セラーズ）のもとを訪れるが…。
そこに、マイケルが愛を捧げる語学学校教師キャロル（ロミー・シュナイダー）、キャロルを恋い慕うストリップ・クラブの衣装係（ウディ・アレン）、興奮すると警笛を吹く美女（キャプシーヌ）、その他大勢の女性たちを巻き込んで大騒動が繰り広げられる。

## キャスト
| 役名                     | 俳優                     | 日本語吹替 |
| 役名                     | 俳優                     | TBS版 |
| ------------------------ | ------------------------ | --- |
| マイケル・ジェームズ     | ピーター・オトゥール     | 広川太一郎 |
| フリッツ・ファスベンター | ピーター・セラーズ       | 根本嘉也 |
| キャロル・ウェルナー     | ロミー・シュナイダー     | 池田和歌子 |
| ルネ・ルフェーヴル       | キャプシーヌ             | 来宮良子 |
| ヴィクター               | ウディ・アレン           | 八代駿 |
| リタ                     | ウルスラ・アンドレス     | 荒砂ゆき |
| ストリップ・クラブの客   | リチャード・バートン     | |
| 市長の秘書               | フランソワーズ・アルディ | |
| 不明 その他              |                          | 平井道子 沢田和子 恵比寿まさ子 宮内幸平 京千英子 光枝明彦 田口昴 石丸博也 芝田清子 荘司美代子 石井敏郎 安田隆 西山連 高橋直子 |
|                          |                          | |
| 演出                     | 演出                     | 加藤敏 |
| 翻訳                     | 翻訳                     | 九鮎子 |
| 効果                     | 効果                     | TFC |
| 調整                     |                          | |
| 制作                     | 制作                     | 東北新社 |
| 解説                     | 解説                     | 荻昌弘 |
| 初回放送                 | 初回放送                 | 1972年5月15日 『月曜ロードショー』                                                                                            |

## その他
- 主役の予定だったウォーレン・ベイティが降りてピーター・オトゥールになった理由の一つは、プロデューサーのチャールズ・フェルドマンがキャプシーヌを出演させようとしたことに対して、ベイティがキャプシーヌとの共演を拒否したため、と言われている[2]。